# Sebastião Ferreira
Sebastião Ferreira Silva, conhecido como Sebastião Ferreira, (Barreiras - 20 de janeiro de 1941 - Guapó, 28 de fevereiro de 1992) foi um empresário e político brasileiro sendo eleito deputado estadual da Bahia em 1982 e deputado federal em 1990.

## Dados biográficos
Nascido no município de Barreiras no Oeste da Bahia, no dia 20 de janeiro de 1941, era filho de Solon José Ferreira e Almira Silva Ferreira. Casou-se com Marina Castro Silva e teve 3 filhos.

## Trajetória política
Elegeu-se deputado estadual na legenda do Partido do Movimento Democrático Brasileiro (PMDB) em novembro de 1982. Empossado em fevereiro do ano seguinte foi titular da Comissão de Agricultura. Exerceu o mandato até o final da legislatura, em janeiro de 1987.
Em 1990 candidatou-se a deputado federal. Vitorioso, tomou posse em fevereiro de 1991. Titular da Comissão de Agricultura e Política Rural e suplente da Comissão de Viação e Transportes, Desenvolvimento Urbano e Interior.

## Morte
Faleceu no dia 28 de fevereiro de 1992 aos 51 anos em um acidente aéreo onde as condições climáticas não eram favoráveis. O avião caiu em uma fazenda da zona rural do município de Guapó/GO.
A morte de Sebastião Ferreira ganhou contornos ainda 
mais dramáticos porque com ele viajavam seus três filhos, 
Heráclito, de 25 anos, Silvana, de 22 anos, e Luciana, de 
20 anos. A queda do avião bimotor vitimou ainda o piloto 
Mário Valentim Machado, o co-piloto Márcio Queiroz de 
Mello, o fazendeiro Roberto Almeida Guimarães, o corretor 
José Evaldo Castro e Jandir Gnoatto, deixando a viúva Marina e os familiares das vítimas consternados.
Sua vaga na Câmara foi ocupada por Sérgio Tourinho Dantas.